# Temprana de Pasaxe do Pedrido
Temprana de Pasaxe do Pedrido es el nombre de una variedad cultivar de manzano (Malus domestica). Esta manzana es originaria de Galicia, está cultivada en la colección de árboles frutales y banco de germoplasma de Mabegondo con el Nº 98; ejemplares procedentes de esquejes localizados en el A Pasaxe do Pedrido, un lugar de la parroquia de Morujo, municipio de Bergondo (La Coruña).

## Sinónimos
- "Manzana Temprana de Pasaxe do Pedrido",[4][5]
- "Maceira Temprana de Pasaxe do Pedrido".

## Características
El manzano de la variedad 'Temprana de Pasaxe do Pedrido' tiene un vigor vigoroso. Tamaño grande y porte erguido.
Época de inicio de brotación a partir del 2 de abril y de floración a partir de 21 de abril.
Las hojas tienen una longitud del limbo de tamaño medio, con la máxima anchura del limbo es ancha. Longitud de las estípulas es corta y la máxima anchura de las estípulas es desconocido. Denticulación del borde del limbo es serrado, con la forma del ápice del limbo acuminado y la forma de la base del limbo es agudo. Con subestípulas presentes.
Sus flores tienen una longitud de los pétalos media, anchura de los pétalos es media, disposición de los pétalos en contacto
entre sí, con una longitud del pedúnculo larga.
La variedad de manzana 'Temprana de Pasaxe do Pedrido' tiene un fruto de tamaño pequeño, de forma globoso-cónica, de color rojo, con chapa a rayas, e intensidad fuerte. Epidermis de textura suave, sin pruina en su superficie y con presencia de cera media. Sensibilidad al "russeting" (pardeamiento áspero superficial que presentan algunas variedades) muy poco sensible. Con lenticelas de tamaño mediano.
Los sépalos están dispuestos de forma completamente replegados, y libres en su base; su fosa calicina es muy profunda y de una anchura ancha. Pedúnculo de grosor grueso y de longitud medio, siendo la cavidad peduncular de una profundidad profunda y de anchura ancha. Con pulpa de color crema, cuya firmeza es intermedia y textura crocante; su jugosidad es seca, con sabor de acidez débil, y aromática.
Época de maduración y recolección es el 4 de agosto. 'Temprana de Pasaxe do Pedrido' es una manzana que su destino es la conservación de esta variedad en el banco de germoplasma de Mabegondo como reserva genética.

## Susceptibilidades
- Oidio: ataque medio
- Moteado: no presenta
- Raíces aéreas: no presenta
- Momificado: ataque débil
- Pulgón lanígero: ataque débil
- Pulgón verde: ataque medio
- Araña roja: no presenta
- Chancro del manzano: no presenta[3]